# أنديرس لارسن
أنديرس لارسن (بالنرويجية البوكمول: Anders Larsen)‏ هو كاتب وصحفي نرويجي، ولد في 2 ديسمبر 1870 في Seglvik ‏ في النرويج، وتوفي في 10 ديسمبر 1949 في Sørvikmark ‏ في النرويج.